# Жубитана, Дензел
Дензел Жубитана (нидерл. Denzel Jubitana; род. 30 ноября 1999, Намюр) — бельгийский и суринамский футболист, полузащитник греческого клуба «Атромитос» и сборной Суринама.

## Клубная карьера
Жубитана — воспитанник клубов «Льерс» и «Мехелен». Летом 2018 года Дензел подписал контракт с клубом «Васланд-Беверен». 18 августа года в матче против «Сент-Трюйдена» он дебютировал в Жюпиле лиге. В этом же поединке Дензел забил свой первый гол за «Васланд-Беверен».